# Cànon per còpia privada
El cànon per còpia privada o cànon digital és una taxa aplicada a diversos suports de gravació i emmagatzematge de dades, en compensació per les còpies que es fan dels seus treballs.
Aquesta taxa es va incorporar per primer cop a la legislació espanyola en la llei 22/1987, de 11 de novembre, de Propietat Intel·lectual, que va introduir el dret a realitzar copies privades. A l'article 25 del text refós de la Llei de Propietat Intel·lectual espanyola (Reial Decret Legislatiu 1/1996, de 12 d'abril, es regula la compensació resultant quan es produeix una afectació al dret patrimonial d'autor, editor, artista, productors, quan el comprador realitza copies per a ús privat. La llei obliga a que aquest cobrament es realitzi a través del SGAE, AIE, i AGEDI. Per tot això se l'anomena un "dret de remuneració de gestió col·lectiva forçosa".